# Pedro Ipuche Riva
Pedro Ipuche Riva (Montevideo, 26 de octubre de 1924 - 25 de diciembre de 1996) fue un compositor uruguayo de música clásica. De acuerdo con la musicóloga uruguaya Elsa Sabatés en su obra Músicos de aquí, (volumen 4, publicada por C.E.M.A.U. en 1997) su obra comprende unas 150 composiciones entre las que se encuentran 6 sinfonías y 2 óperas.

## Biografía
Pedro Ipuche Riva nació en Montevideo. Su padre fue el poeta uruguayo Pedro Leandro Ipuche y su hermana la escritora Rolina Ipuche Riva. Su esposa es la soprano Natalia Zimarioff. Su hijo Gabriel Ipuche es compositor y pianista.
Comenzó sus estudios musicales con los compositores Carlos Giucci y Vicente Ascone, pero insatisfecho con sus primeras composiciones las destruyó todas y se convirtió en abogado. Cuando en 1953 Carlos Estrada funda el Conservatorio Nacional de Música, Ipuche Riva se inscribe en la carrera de composición diplomándose el 1 de agosto de 1962. Algunos de sus compañeros cercanos fueron los después directores de orquesta José Serebrier y Hugo López Chirico, y los compositores Antonio Mastrogiovanni, Beatriz Lockhart y Sergio Cervetti. Egresado del conservatorio continuó sus estudios en París con Jean Rivier y Noël Gallon en el Conservatorio Nacional de París.
En su regreso a Uruguay, aunque independiente de las corrientes de vanguardia predominantes en su época, tuvo un periodo compositivo con características experimentales que él después llamó su "periodo oscuro".
Fue propuesto para ocupar varios cargos oficiales tales como el de director artístico del SODRE (Servicio Oficial de Difusión, Radiotelevisión y Espectáculos) y director del conservatorio, el cual él refundó como Conservatorio Universitario de Música; cargos que desempeñó por varios años.
Luego de asistir a un congreso en Jamaica acerca de la relación entre la música clásica y popular comenzó su periodo "clasic-pop".
Después de su retiro de sus cargos oficiales, comienza su "periodo introspectivo" en el cual se dedicó principalmente a la composición de dos óperas.

## Principales obras
- Sarabanda, Recitativo y Allegro para oboe y piano.
- Aire de octubre para soprano y piano.
- Concerto Grosso para orquesta de cuerdas.
- Sonata en re para viola y piano (1959–1961).
- Primera Sinfonietta
- Suite Barroca para piano (incluye 'Siciliana)[4]
- Cantata a Artigas para barítono, coro y orquesta.
- Productos químicos
- Pequeña suite para guitarra, publicada por TONOS, Darmstadt.
- Pedro de Urdemalas, música para la última obra dirigida por Margarita Xirgu.
- Animales ilustres para quinteto de viento.
- El artista y su mundo, tercera sinfonía.
- Clasic pop 2 para orquesta.
- Sinfonía Pop, cuarta sinfonía.
- Jazz Funeral, quinta sinfonía.
- Mateando preludio para guitarra, publicado por TONOS, Darmstadt.
- Concierto para piano y orquesta
- Concierto para timbales y orquesta[5]
- Maja (ópera basada en La maja desnuda de Rubén Loza Aguerrebere)
- Opera Opus Operatorum (ópera para títeres ideada por Roberto Rius)
- Padrenuestro rioplatense año 2000 (última composición para voz y piano)

## Intérpretes de la música de Ipuche Riva
- Directores: José Serebrier, José Antonio Abreu, Enrique Jordá, Howard Mitchell, John Carewe, Tõnu Kalam, Gisele Ben Dor, Jacques Houtmann, Jean Meylan, Heribert Esser, Pedro Pirfano, Mario Benzecry, Piero Gamba, Jacques Bodmer, Nino Stinco, Juan Carlos Zorzi, Carlos Estrada, Hugo López Chirico, Juan Protasi, Miguel Patrón Marchand, Federico García Vigil

- Orquestas: Orquesta Sinfónica del SODRE, Orquesta Filarmónica de Montevideo, Orquesta Sinfónica de Radio Moscú , CBC Winnipeg Orchestra (Canadá), Orquesta de Cámara Mayo (Buenos Aires, Argentina), Orquesta Sinfónica de Chile, University of Miami Orchestra (USA), Orquesta Sinfónica Simón Bolívar (Caracas, Venezuela), Tasmanian Symphony Orchestra (Australia).

- Pianistas: Nibya Mariño, Fanny Ingold, Élida Gencarelli, Raquel Boldorini,[4] Victoria Schenini, Alba Acone, Carlos Cebro.

- Otros instrumentistas solistas: Jean-Louis Leroux y León Biriotti (oboístas), René Marino Rivero (bandoneón), María Teresa Chenlo (clave)[6]

- Cantantes: Natalia Zimarioff, Martha Fornella, Rita Contino, Graciela Lassner, Jovita Gómez Couto, Cecilia Latorre, Rina Baffa, Walter Mendeguía, Claudio Sotelo, Enrique Guberna, Eduardo García de Zúñiga.